# Cryptagama aurita
Cryptagama aurita là một loài thằn lằn trong họ Agamidae. Loài này được Storr mô tả khoa học đầu tiên năm 1981.